# Niedziela na basenie w Kigali
Niedziela na basenie w Kigali (fr. Un dimanche à la piscine à Kigali) – pierwsza powieść kanadyjskiego pisarza, Gila Courtemanche'a, po raz pierwszy opublikowana w roku 2000. W Polsce została wydana w 2005 roku.

## Opis powieści
Akcja umieszczona jest w stolicy Rwandy, Kigali. Jej tematami są miłość dojrzałego Kanadyjczyka i młodej mieszkanki Rwandy, problem AIDS i masakra ludności Tutsi przez Hutu w Rwandzie z 1994 roku. Wzorem dla postaci w tej powieści były autentyczne postaci, poznane przez autora w Kigali, z których większość zginęła.
Autor szuka dodatkowych przyczyn tego konfliktu etnicznego. Jako główne, wymienia: wpływ kolonializmu i polityki postkolonialnej, a także gospodarkę kapitalistyczną, z którą mieszkańcy Rwandy nie umieli sobie poradzić.

## Nagrody
Po opublikowaniu tej książki, Courtemanche'a porównywano do pisarzy takich, jak Albert Camus. Otrzymała m.in. Prix des Libraries du Quebec. Była nominowana do: Governor General’s Literary Award i do Roger Writers’ Trust Fiction Prize.

## Ekranizacja
Na podstawie książki w 2006 roku powstał kanadyjski film Un Dimanche à Kigali. 